# سیمون سارکیسوف
سیمون سارکیسوف (ارمنی: Սիմեոն Սարկիսով؛ زاده ۷ فوریه ۱۸۹۵ - درگذشته ۱۳ دسامبر ۱۹۷۱) نوروفیزیولوژیست و neuromorphologist اهل ارمنستان بود. وی عضو آکادمی علوم پزشکی اتحاد شوروی بود. در بین سال‌های ۱۹۲۸ تا ۱۹۶۸ وی ریاست انستیتو پژوهش‌های مغزی مسکو را برعهده داشت.

## زندگی‌نامه
وی در ۷ فوریه ۱۸۹۵ در شوشی به دنیا آمد و از دانشگاه دولتی مسکو فارغ‌التحصیل شد. وی همچنین برندهٔ جوایزی همچون نشان پرچم سرخ کار، نشان برجسته افتخار و نشان لنین شد. وی در ۱۳ دسامبر ۱۹۷۱ در سن سالگی در مسکو درگذشت و در آرامستان واگانکوفسکوی به خاک سپرده شد.